# Marwane Ariane
Marwane Ariane, né le 10 juillet 1980 à Tunis, est un acteur tunisien, notamment connu pour avoir tenu le rôle de Chawki dans la série télévisée Njoum Ellil.

## Biographie
En 2008, il obtient à l'âge de 28 ans son premier rôle dans un long métrage, La Cité de Kim Nguyen, aux côtés de Jean-Marc Barr et Lotfi Dziri.
Il sort de l'anonymat grâce à un rôle principal, celui de Chawki, dans la série Njoum Ellil réalisée par Madih Belaïd puis Mehdi Nasra, qui se prolonge durant quatre saisons. Il tourne dans d'autres séries comme Pour les beaux yeux de Catherine de Hamadi Arafa, Histoires tunisiennes de Nada Mezni Hafaiedh, Le Risque de Nasreddine Shili ou Inkissar Al Samt de Jassem El Battachi, et des sitcoms tels que El Icha Fan d'Amine Chiboub, Chobik Lobik d'Issam Bouguerra et Ahna Shab d'Abdelkader Jerbi.
Il tourne trois courts métrages, Résistance d'Amine Chiboub, Une journée sans femme de Najwa Slama Limam avec Kamel Touati (sélectionné pour le Short Film Corner du Festival de Cannes 2014) et Rewind de Ghaith Arfaoui (cinq prix au 48 Hour Film Project).
En 2011, il reçoit le prix du meilleur jeune acteur aux Romdhane Awards, attribués par Mosaïque FM.

## Filmographie

### Cinéma

#### Longs métrages
- 2010 : La Cité de Kim Nguyen

#### Courts métrages
- 2013 : Résistance d'Amine Chiboub
- 2014 :
  - Une journée sans femme (sélectionné pour le Short Film Corner du Festival de Cannes 2014) de Najwa Slama Limam
  - Rewind de Ghaith Arfaoui (deuxième prix au 48 Hour Film Project) : Skander

### Télévision

#### Séries
- 2009-2013 : Njoum Ellil de Madih Belaïd : Chawki (premier rôle)
- 2012 :
  - Pour les beaux yeux de Catherine de Hamadi Arafa : Amine (premier rôle)
  - El Icha Fan d'Amine Chiboub : El Capo
  - Chobik Lobik : le parrain
- 2014 : Ahna Shab : le DJ
- 2015 :
  - Le Risque de Nasreddine Shili : Aymen (premier rôle)
  - Histoires tunisiennes de Nada Mezni Hafaiedh : Zyed (premier rôle)
  - Bolice de Majdi Smiri (guest-star dans l'épisode 5)
  - Inkissar Al Samt d'Ahmed Faouzi (série omanaise)
- 2016-2017 : Flashback de Mourad Ben Cheikh : Achref
- 2016 : Dima Ashab d'Abdelkader Jerbi : le DJ
- 2017 : Dawama de Naïm Ben Rhouma, Mohamed Ali Mihoub et Abdelmonem Hwass : Majd Kadr
- 2019-2020 : Nouba d'Abdelhamid Bouchnak : le docteur Ismaïl
- 2021 : Millionnaire de Muhammet Gök : Salim
- 2021-2022 : Ken Ya Makenech d'Abdelhamid Bouchnak : Nassif

#### Émissions
- 2012 : Startime sur Tunisna TV
- 2013 :
  - El Zilzal (épisode 15) sur El Hiwar El Tounsi
  - Dhouk Tohsel (épisode 7) sur Tunisna TV
- 2016 : Tahadi El Chef (épisode 2) sur M Tunisia

### Vidéos
- 2013 : apparition dans le clip de Ghenaya lik (Une Chanson pour toi), une chanson collective écrite, composée et produite par Bayrem Kilani et dirigée par Sami Maatougui ; le clip est réalisé par Zied Litayem
- 2013 : Matadhrabnich (Ne me frappe pas), campagne pour la réforme du système policier
- 2016 : Ena Aycha, clip d'Aïcha Attia réalisé par Zied Litayem